# Rohan Kanhai
Rohan Bholalall Kanhai est un joueur de cricket guyanien né le 26 décembre 1935 à Port Mourant, international au sein de l'équipe des Indes occidentales. Ce batteur dispute 79 test-matchs entre 1957 et 1974 et sept rencontres au format One-day International entre 1973 et 1975.
En 1973, Rohan Kanhai succède à Garfield Sobers en tant que capitaine de la sélection des Indes occidentales, mais il prend sa retraite internationale dans cette forme de jeu l'année suivante. En 1975, à 40 ans, il remporte la première coupe du monde de l'histoire.

## Bilan sportif

### Principales équipes
|                                | Test                  | ODI         |
| ------------------------------ | --------------------- | ----------- |
| Indes occidentales             | 1957-1974             | 1973-1975   |
|                                | First-class           | List A      |
| Guyane britannique puis Guyana | 1954-1955 - 1973-1974 | 1972-1973   |
| Australie-occidentale          | 1961-1962             |             |
| Trinité-et-Tobago              | 1964-1965             |             |
| Warwickshire                   | 1968 - 1977           | 1968 - 1977 |
| Tasmanie                       | 1969-1970             |             |

## Style de jeu
Durant sa carrière, Rohan Kanhai est un batteur à l'esprit offensif, et capable d'exécuter de nombreux coups différents. Il est même l'auteur d'un coup inédit, surnommé le « falling sweep », au cours duquel il se laisse tomber au sol en tapant la balle.

## Honneurs
- Un des cinq Wisden Cricketers of the Year de l'année 1964[3].
- Désigné en 2004 comme l'un des six meilleurs joueurs guyaniens de l'équipe des Indes occidentales sur la période 1928-2003[4].
- Membre de l'ICC Cricket Hall of Fame depuis 2009 (membre inaugural)[5].

### Biographie
- (en) Michael Manley, A History of West Indies cricket, Londres, Deutsch, 1988 (réimpr. Andre Deutsch, édition révisée par Donna Symmonds, 2002), 620 p. (ISBN 978-0-233-05037-9, LCCN 2007532437)
- (en) Frank Birbalsingh, The Rise of West Indian Cricket : From Colony to Nation, St John's, Hansib Publishing, 1996 (réimpr. Hansib Publishing, 1997), 306 p. (ISBN 978-1-870518-47-5)